# Маннсвілл (округ Медісон, Нью-Йорк)
Маннсвілл (англ. Munnsville) — селище (англ. village) в США, в окрузі Медісон штату Нью-Йорк. Населення — 474 особи (2010).

## Географія
Маннсвілл розташований за координатами 42°58′36″ пн. ш. 75°35′12″ зх. д. / 42.97667° пн. ш. 75.58667° зх. д. (42.976584, -75.586805). За даними Бюро перепису населення США в 2010 році селище мало площу 2,20 км², уся площа — суходіл.

## Демографія
Згідно з переписом 2010 року, у селищі мешкали 474 особи в 182 домогосподарствах у складі 124 родин. Густота населення становила 215 осіб/км². Було 195 помешкань (89/км²).
Расовий склад населення:
| - 96,8 % — білих - 1,3 % — корінних американців - 0,6 % — чорних або афроамериканців - 0,4 % — азіатів |

До двох чи більше рас належало 0,8 %. Іспаномовні становили 0,6 % всіх жителів.
За віковим діапазоном населення розподілялося таким чином: 28,5 % — особи молодші 18 років, 59,7 % — особи у віці 18—64 років, 11,8 % — особи у віці 65 років та старші. Медіана віку мешканця становила 32,7 року. На 100 осіб жіночої статі у селищі припадало 95,1 чоловіків; на 100 жінок у віці від 18 років та старших — 93,7 чоловіків також старших 18 років.
Середній дохід на одне домашнє господарство становив 61 024 долари США (медіана — 48 125), а середній дохід на одну сім'ю — 69 724 долари (медіана — 67 188). Медіана доходів становила 41 023 долари для чоловіків та 32 125 доларів для жінок. За межею бідності перебувало 14,5 % осіб, у тому числі 13,4 % дітей у віці до 18 років та 0,0 % осіб у віці 65 років та старших.
Цивільне працевлаштоване населення становило 240 осіб. Основні галузі зайнятості: освіта, охорона здоров'я та соціальна допомога — 22,9 %, виробництво — 20,4 %, мистецтво, розваги та відпочинок — 19,2 %.

## Нью-Полц (поселення, Нью-Йорк),Нью-Палц
Здається те саме, бот переставив інтервікі